# ناو ایکوما
ناو ایکوما (به انگلیسی: Japanese cruiser Ikoma) یک کشتی بود که طول آن ۱۳۴٫۱۱ متر (۴۴۰٫۰ فوت) بود. این کشتی در سال ۱۹۰۶ ساخته شد.